# Hassuna-Kultur

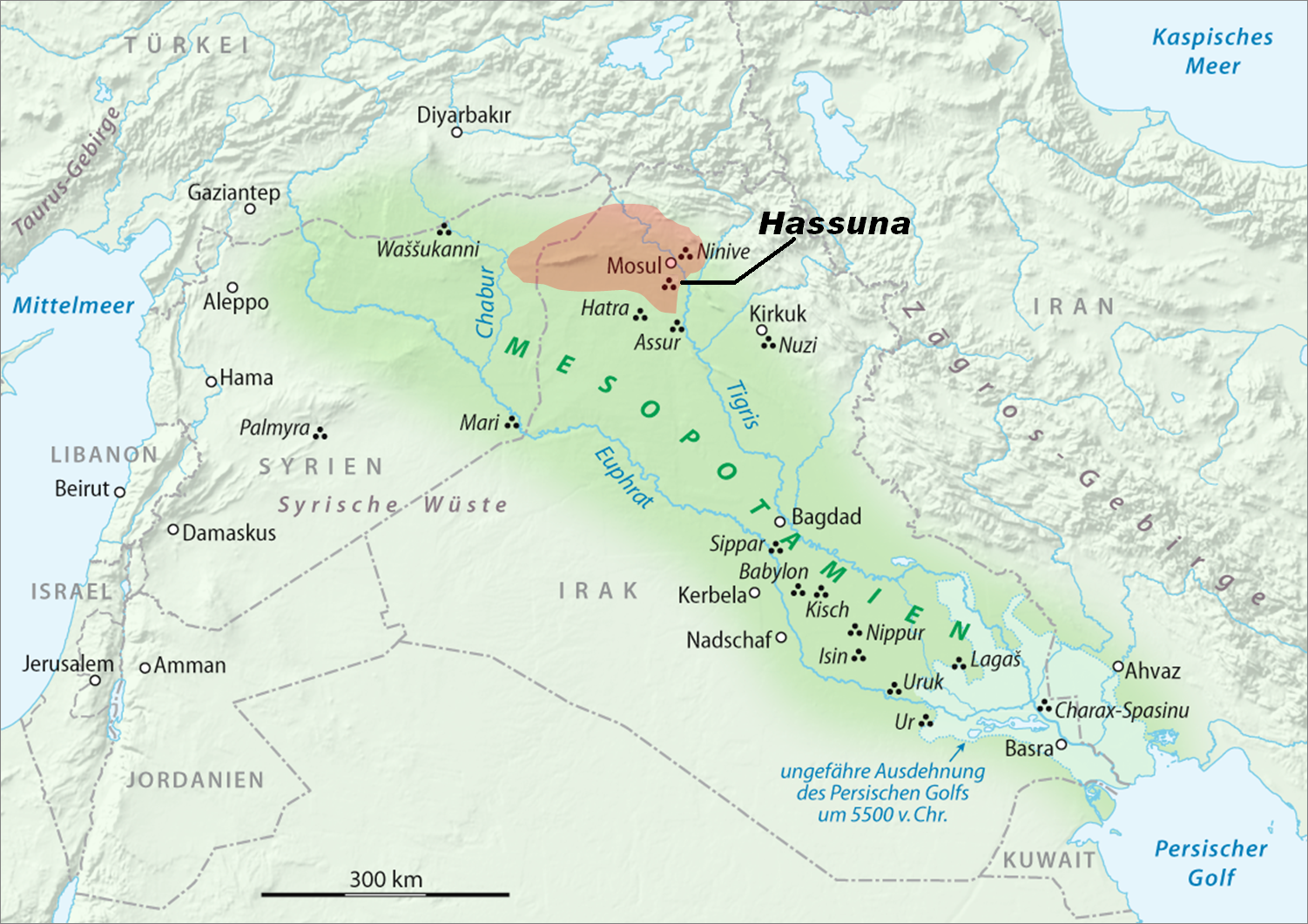
Ungefährer Verbreitungsraum

Die Hassuna-Kultur ist eine archäologische Kultur des keramischen Neolithikums in Nordmesopotamien (Irak, Syrien). Ihre charakteristische Keramik wurde erstmals bei einem Tiefschnitt in Ninive in der untersten Schicht entdeckt, allerdings wurde sie erst nach Ausgrabungen des Irakischen Nationalmuseums Bagdad auf dem namensgebenden Tell Hassuna zwischen 1943 und 1945 als eigenständige Kultur erkannt. Die meisten Erkenntnisse über die Hassuna-Kultur gewannen jedoch sowjetische Archäologen bei der Erforschung des Yarim Tepe I in den 1960er und 1970er Jahren.
Aufgrund ihrer zeitlichen und räumlichen Überlappung mit der Samarra-Kultur wurde ihr Zusammenhang mit dieser immer wieder diskutiert.

## Zeitliche und geographische Verortung
Die Hassuna-Kultur wird auf etwa 6400–5800 v. Chr. datiert, nach anderen Angaben um 6500–5500 v. Chr. und auch 6300–5800 v. Chr. werden genannt. Es existiert bisher nur eine einzige Altersbestimmung mit der Radiokohlenstoff-Methode, die Schicht V des Fundortes Hassuna auf 5.090 ± 200 v. Chr. (unkalibriert) datiert.
Keramikfunde führten zur Annahme, dass die Hassuna-Kultur sich über weite Teile Nordmesopotamiens erstreckte; da diese Keramikfunde zu großen Teilen nicht publiziert sind, bleibt diese Annahme unsicher. Das Kerngebiet der Hassuna-Kultur liegt am mittleren Tigris, südöstlich begrenzt durch den Großen Zab; in Siedlungen jenseits dieser Grenze kam es zu einer Vermischung mit materiellen Hinterlassenschaften der Samarra-Kultur.

## Materielle Hinterlassenschaften
Die Hassuna-Kultur ist besonders durch ihre charakteristische Keramik bekannt. Darüber hinaus existieren aber auch Architektur- und Bestattungsüberreste sowie Kleinfunde. Die Siedlungen hatten meist 100 bis 200 Einwohner.

### Keramik
Die Hassuna-Keramik wird in zwei Gruppen eingeteilt: Die archaische Hassuna-Ware steht stark in der Tradition der Umm Dabaghiyah-Kultur und umfasst handgemachte, grobe Gefäße, die bei niedriger Temperatur gebrannt wurden. Auch dünnwandige Keramik aus rotem Ton, mit teilweise schwarzen Oberflächen, die mit Ritzverzierungen versehen und anschließend glänzend poliert wurden, ist typisch.
Die Standard-Hassuna-Ware ist im Vergleich zur archaischen Ware heller und bemalt oder mit eingeritzten Schraffuren versehen und generell nicht poliert. Besonders typisch sind kugelförmige Gefäße mit niedrigen Hälsen, die vor allem im oberen Bereich mit eingeritzten Fischgräten- und Dreiecks-, teilweise auch Halbmond- und Punktmustern verziert sind. Ebenfalls charakteristisch sowohl für archaische als auch für Standardware sind flache Schalen mit gerilltem Boden, die vermutlich beim Schälen von Hülsenfrüchten verwendet wurden. Sie werden daher in der Regel als husking trays bezeichnet. Parallel zur Standard-Hassuna-Ware tritt in Hassuna-Siedlungen oft auch Samarra-Ware auf und umgekehrt.

### Architektur
In den frühen Hassuna-Schichten fällt das Fehlen jeglicher Architektur auf. Stattdessen finden sich dort nur Öfen und große Aushöhlungen, verfüllt mit Boden und Schutt. Man geht davon aus, dass diese Schichten die Anfangsphase der Bautätigkeit wiedergeben, die der Gewinnung von Baumaterial diente.
In den frühen Schichten fanden sich oft noch Rundbauten, die eigentlich für das Akeramische Neolithikum typisch sind. In Yarim Tepe I hatten diese Durchmesser von 2,5 bis 3 Metern und enthielten Reste von Tierknochen, Schmuck und Gefäßen sowie unter ihren Böden menschliche Skelette, wie vielerorts im Alten Orient üblich. Wahrscheinlich handelt es sich hierbei nicht um Wohngebäude. In Hassuna hatten Rundbauten hingegen Durchmesser von bis zu 5 Metern und besaßen Wände in ihrem Inneren, die sie in mehrere Räume aufteilten. In ihnen fanden sich Keramik, Öfen und Asche neben Knochen- und Steinwerkzeugen sowie Abfällen, was auf eine Wohnfunktion dieser Gebäude hinweist.
Neben den Rundbauten fanden sich auch rechteckige Gebäudekomplexe, die aus mehreren annähernd quadratischen Räumen mit einer Grundfläche von bis zu 4 m² und Wanddicken bis zu 35 cm bestanden. Während zunächst jeweils etwa 3–5 solcher Räume, an deren Außenseiten sich oft Öfen befanden, einen Komplex unklarer Funktion bildeten, stieg die Anzahl von Räumen pro Siedlungsschicht stetig an. Reihen mehrerer niedriger, paralleler Wände könnten Fundament eines Lagergebäudes oder einer Anlage zum Trocknen von Korn gewesen sein.
Mit dem Auftreten von Standard-Hassuna- und Samarra-Ware erreicht auch die Architektur einen neuen Grad an Raffinesse und Planung. Die deutlich gleichmäßiger angelegten rechteckigen Häuser der oberen Schichten bestanden aus mehreren Räumen, an welche Zellen angebaut sein konnten, die vermutlich als Lagerräume dienten und über die Dächer zugänglich waren. Letztere bestanden wohl meist aus Ton und Schilfmatten und waren durch Holzpfosten verstärkt. Für darüber liegende weitere Stockwerke gibt es keine Hinweise, vermutlich wurden die Dächer jedoch als Arbeitsbereiche genutzt. Wände und Böden dieser Häuser waren mit Gips verputzt, unter den Böden konnten sich auch Unterbauten aus Schotter oder Schilfmatten befinden. Durchgänge wurden mit Tonschwellen und Angelsteinen für Türen versehen, daneben existierten auch Bänke aus Ton, häufig zusammen mit großen Reibschalen. Fast alle Gebäude besaßen einen runden oder rechteckigen Ofen, in höheren Schichten treten auch große, zweistufige Brennöfen auf.

### Bestattungen
Die in Hassuna-Siedlungen gefundenen Skelette stammten überwiegend von Kindern, die in der Regel in Tongefäße gelegt meist unter den Fußböden, aber auch unter Wänden und Türschwellen von Häusern bestattet wurden. Die seltenen Skelettreste von Erwachsenen wurden in chaotischem Zustand in Kornbehältern oder unter den Fußböden von Häusern sowie in zwei Fällen in Vertiefungen in Gebäudemauern gefunden. Vermutlich wurden also die meisten Erwachsenen außerhalb der Siedlung bestattet.
Eine bestimmte Orientierung der Gräber an Himmelsrichtungen ist, im Gegensatz zu späteren Epochen in welchen die Grabausrichtung eine kultische Bedeutung hatte, nicht erkennbar. Grabbeigaben gab es nur in geringem Umfang. Sie bestanden aus Keramik und Tierknochen, in einem Fall auch aus einem Halsband.

### Kleinfunde
Steingeräte liegen generell in eher geringen Mengen vor, wobei in den Schichten mit archaischer Hassuna-Ware Werkzeuge aus Flint über diejenigen aus Obsidian deutlich dominierten, während in späteren Schichten der Anteil an Obisidangeräten deutlich zunahm. Zu diesen Werkzeugen gehören vor allem Schaber, Bohrer, Äxte/Hacken und Sichelklingen, sowie eher selten Pfeilspitzen. Daneben gab es auch Klingen, Keulenköpfe, vereinzelte Schalen, Mahlsteine und auch Perlen aus verschiedenen Mineralien, darunter Serpentin, Karneol und Türkis.
Knochen wurden vor allem zu Ahlen, Nadeln und Schleifgeräten verarbeitet. Ein Schulterblatt eines Rindes von Yarim Tepe I weist Ritzungen auf, die als Rechenoperationen gedeutet wurden.
Aus Ton wurden in großen Mengen Spinnwirtel und Schleudersteine, die als Jagdwaffen weit verbreitet waren, hergestellt, darüber hinaus aber auch Gegenstände mit Zick-Zack-Muster, bei denen es sich um Vorläufer von Stempelsiegeln handeln könnte, und kleine Tonpropfen mit verdickten Enden, von denen unter anderem vermutet wurde, dass es sich um eine Art von Lippenpflöcken handeln könnte.
Ein Armband aus Blei lag in Yarim Tepe unter einem Raum von Schicht XII. Aus Schicht V von Yarim Tepe I stammt außerdem eine Reihe von weiblichen Tonfigurinen, die vermutlich aufrecht standen. Sie tragen eine hohe, konische Kopfbedeckung und waren im unteren Bereich mit Bändern verziert. Aus derselben Schicht stammt weiterhin auch eine bemalte Tonflöte. In Hassuna wurden ebenfalls weibliche Figurinen gefunden.

## Wirtschaftsgrundlage
Die Tierüberreste setzten sich aus domestizierten Arten wie Schwein, Rind, Schaf und Ziege neben wilden Arten wie Gazelle, Onager, Hase und Wildschwein zusammen. Auch wenn eine intensivere Untersuchung der Überreste noch aussteht, lassen sich hieraus Viehhaltung und besonders die Jagd als Fleischquelle erschließen. Die große Anzahl von Spinnwirteln legt zudem die Produktion von Textilien nahe.
Pflanzenreste umfassten domestizierte Arten wie vor allem Gerste, aber auch Weizen, Linsen und Erbsen. Hieraus kann auf Landwirtschaft als weitere Grundlage der Nahrungsversorgung geschlossen werden.
Obsidian wurde nur in Form fertiger Geräte gefunden, jedoch nicht als Abfall, der bei der Produktion derselben anfällt. Hieraus und aus der Tatsache, dass der Nemrut Dağı als Quelle identifiziert werden konnte, wird geschlossen, dass diese Geräte dem Fernhandel entstammen.

## Fundorte
Namengebende Fundstätte ist Hassuna am Rande des Tigristals, das durch die Archäologen Seton Lloyd und Fuad Safar zwischen 1943 und 1944 ausgegraben wurde. Die Fundstätte umfasst eine Fläche von 2 ha, wobei die erste Siedlung nur durch Kochstellen und Gruben repräsentiert ist (Hassuna I). Danach entstanden rechteckige Häuser mit zwei bis drei Räumen. Baumaterial war Lehm, der als Adobe, Pisé oder Tauf bezeichnet wurde. Diese frühen Häuser hatten Vorratsgruben im Boden. In den späteren Schichten 2 bis 6 wurden die Häuser größer, und sie entstanden nun um einen offenen Zentralhof.
Abgesehen von Hassuna selbst (ca. 35 km südlich von Mosul), dessen Schichten I-II archaische Hassuna-Ware und Schichten III-V Standard-Hassuna-Ware neben Samarra-Ware hervorbrachten, und Yarim Tepe I (ca. 10 km südöstlich von Tell Afar), das in den Schichten XII-VIII archaische Hassuna-Assemblagen und in den Schichten VI-I Standard-Hassuna-Ware neben Samarra-Ware enthielt, existiert eine Reihe weiterer Fundorte von Hassuna-Ware. Hierzu gehört, wie bereits erwähnt, der Hügel Kujundjik (Ninive). Bei einem Tiefschnitt wurde dort in den Schichten I-IIa archaische Hassuna-Ware und in den Schichten IIb und IIc Standard-Hassuna-Ware entdeckt, bevor nach einem Hiatus in Schicht III Halaf-Keramik in Erscheinung trat. In Al-Khan, etwa 40 km nordöstlich von Hassuna, am Khazir, wurde ebenfalls archaische Hassuna-Ware gefunden, jedoch weder Standard-Hassuna- noch Samarra-Keramik.
Im Bereich der Mosul-Talsperre fanden sich außer in Abu Dhahir und Kharabeh Shattani keine Hassuna-Siedlungen. Insgesamt 39 Siedlungen wurden hingegen in der Ǧazīra ausgemacht, wobei in Khirbet Garsour in einer Spät-Hassuna-Assemblage auch ein Brunnenschacht freigelegt wurde. In Nordost-Syrien war nur Tall Leilan von der Hassuna-Kultur besiedelt.
Bisher waren insgesamt jedoch nur eine Handvoll Siedlungen der Hassuna-Kultur Gegenstand umfangreicherer Grabungsarbeiten.